# Queensland Rail
Pour les articles homonymes, voir QR.
 (juillet 2021).
Si vous disposez d'ouvrages ou d'articles de référence ou si vous connaissez des sites web de qualité traitant du thème abordé ici, merci de compléter l'article en donnant les références utiles à sa vérifiabilité et en les liant à la section « Notes et références ».
Queensland Rail dit QR, est la société responsable de l'exploitation et de la maintenance du système ferroviaire dans l'État du Queensland, en Australie. C'est une société publique dépendant du ministère des Transports du Queensland. Elle possède et entretient les infrastructures physiques du réseau ferroviaire et fait aussi directement fonctionner tous les services de transports de passagers et la grande majorité des services de transports de fret.
QR est un des systèmes ferroviaires à voie étroite les plus grands au monde, fonctionnant avec un écartement de 1 067 mm entre les rails. Queensland fut également la terre de la première grande ligne de chemin de fer à voie étroite du monde, quand la première ligne fut ouverte à la circulation en 1865 entre Ipswich et la petite ville de Grandchester, 25 km à l'ouest - ce tronçon fait maintenant partie de la ligne principale de Brisbane vers l'intérieur du continent, à l'ouest.
Contrairement aux systèmes ferroviaires de quelques autres États australiens, QR reste la propriété complète de l'État, et la participation du secteur privé dans l'exploitation ferroviaire reste minimale. Toutefois, l'exploitation par le secteur privé deviennent de plus en plus répandue, en particulier dans le transport de minerais.
QR possède maintenant un réseau de plus de 9 000 km de chemins de fer dont 1 000 km sont électrifiés. C'est le réseau le plus électrifié d'Australie.